# Tell Me What You See
«Tell Me What You See» (с англ. — «Скажи мне, что ты видишь») — песня группы «Битлз», вышедшая на альбоме Help! в 1965 году. В США песня вышла в том же году на альбоме Beatles VI. Песня написана в большей степени Полом Маккартни, однако приписана, как это обычно делалось, Маккартни и Леннону.

## Песня
Несмотря на то, что эта песня не принадлежит к числу самых известных песен группы, она примечательна довольно богатой аранжировкой, демонстрирующей, как далеко продвинулись «Битлз» со времени записи своего первого альбома. После каждого повторения заглавной фразы звучит небольшой рифф на электрическом фортепиано «Hohner Pianet» (оно же звучит ещё в нескольких песнях с этого же альбома, например, в «You Like Me Too Much» и «The Night Before», записанных днём раньше). Партия ударных расширена использованием трёх дополнительных инструментов: гуиро, бубна и клаве.
В композиционном плане песня является доказательством растущего интереса группы к народной песне. Текст песни несколько более зрелый и рефлексивный, чем в большинстве более ранних песен. Несмотря на то, что гитара, звучащая в песне, по звуку похожа на электрическую, приёмы звукоизвлечения больше похожи на игру на акустической гитаре.

## История создания
Песня изначально предлагалась в качестве одной из песен для саундтрека к фильму «Help!», но была отвергнута. По воспоминаниям Маккартни, эта песня была лишь «песней-наполнителем», написанной вместе с Ленноном:

Кажется, я помню, что это моя песня. Может, наш вклад там был 60 на 40 процентов, но она могла быть и чисто моей. Не особо помнится. Не лучшая из песен, но и такие важны, они весьма полезны для альбомов или для сторон Б. Такие тоже нужны.
Оригинальный текст (англ.)I seem to remember it as mine. I would claim it as a 60-40 but it might have been totally me. Not awfully memorable. Not one of the better songs but they did a job, they were very handy for albums or b-sides. You need those kind of sides.

— Пол Маккартни. "Many Years From Now"
Песня была записана за четыре дубля 18 февраля 1965 года, в тот же день группа записала и песню «You’ve Got To Hide Your Love Away».
В записи участвовали:
- Пол Маккартни — вокал, бас-гитара, электрическое фортепиано, гуиро
- Джон Леннон — подголоски, ритм-гитара
- Джордж Харрисон — соло-гитара
- Ринго Старр — ударные, бубен, клаве